# Welwyn
Welwyn – wieś w Anglii, w hrabstwie Hertfordshire, w dystrykcie] Welwyn Hatfield. Leży 11 km na północny zachód od miasta Hertford i 37 km na północ od centrum Londynu. Miejscowość liczy 3254 mieszkańców.